# Martina Maaßen

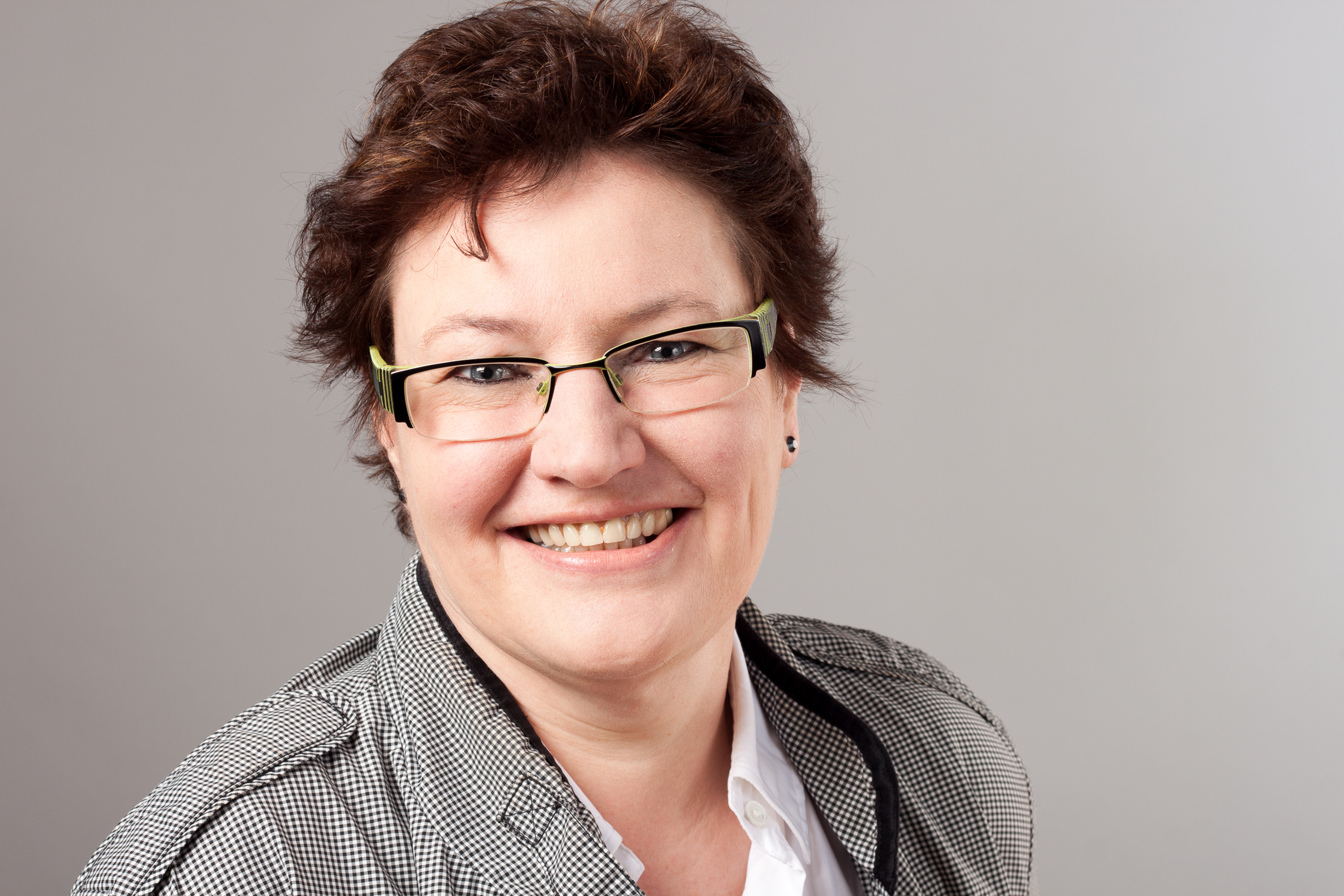
Martina Maaßen (2013)

Martina Maaßen, auch Martina Maaßen-Pyritz, (* 9. August 1963 in Viersen) ist eine deutsche Politikerin (Bündnis 90/Die Grünen Nordrhein-Westfalen).

## Biografie
Martina Maaßen hat ein Studium der Sozialpädagogik mit Diplom absolviert und einen Abschluss als Diplom-Sozialwirtin erworben.

## Politik
Maaßen vertritt ihre Partei seit 1999 im Rat der Stadt Viersen und ist dort Fraktionsvorsitzende. Nach der Aufspaltung im März 2021 der Bündnis 90/DIE GRÜNEN-Fraktion im Rat der Stadt Viersen ist sie Teil der neugegründeten Fraktion Grüne im Rat der Stadt Viersen. Am 9. Mai 2010 und am 13. Mai 2012 wurde sie über die Landesliste ihrer Partei in den Landtag von Nordrhein-Westfalen gewählt.
Seit 2010 war sie im Landtag Sprecherin der Grünen im Ausschuss für Arbeit, Gesundheit und Soziales und arbeitsmarktpolitische Sprecherin der Grünen Landtagsfraktion. Außerdem war sie Mitglied im Petitionsausschuss.
Bei der Landtagswahl in Nordrhein-Westfalen 2017 trat sie als Direktkandidatin ohne Listenplatz an, wurde aber nicht gewählt.

## Ehrungen
- 2004: Förderpreis des Fördervereins Sozialwesen[5]